# Mikko Viljami Lindström
Lily Lazer, eg. Mikko Viljami "Linde" Lindström, född 12 augusti 1976 i Klövskog i Nurmijärvi, Finland, är gitarrist i rockbandet HIM. Han var en av personerna som grundade HIM och är fortfarande en aktiv bandmedlem. Lindström skrev tillsammans med Ville Valo Our Diabolikal Rapture och The Beginning of the End. Linde har ett unikt sound som han förmodligen själv har skapat på sin gitarr.
År 2010 spelade Lindström tillsammans med Ian Gillan, Tony Iommi, Nicko McBrain, Jon Lord och Jason Newsted in låten Out of my Mind som släpptes den 6 maj 2011 som en välgörenhetslåt för byggandet av en musikskola i Gjumri, Armenien.

## Daniel Lioneye
Lindström startade år 2001 projektet Daniel Lioneye and the Rollers där han spelar gitarr och står för leadsången. Singeln The King Of Rock And Roll från debutalbumet med samma namn är känd som introt till TV-serien Viva La Bam.